# Ancien hôtel de Luynes (Paris)
Ne doit pas être confondu avec l'Hôtel de Chevreuse, devenu l'Hôtel de Longueville, rue Saint-Thomas-du-Louvre.
L'hôtel de Luynes ou hôtel de Chevreuse était un hôtel particulier situé rue Saint-Dominique, il fut partiellement détruit en 1868 par la percée des boulevards Saint-Germain et Raspail, puis définitivement abattu en 1900. Son emplacement est aujourd'hui occupé par la rue de Luynes.

## Historique
L'hôtel de Luynes fut bâti entre 1650 et 1657 d'après les plans de Pierre Le Muet pour Marie de Rohan-Montbazon, duchesse de Chevreuse, qui disposait déjà à cette époque d'un hôtel particulier rue Saint-Thomas du Louvre. Elle s'y installa vers 1657 mais préféra finir ses jours dans une demeure qu'elle possédait à Gagny. À sa mort l'hôtel revint à son fils Louis-Charles d'Albert de Luynes, puis son fils, Charles-Honoré d'Albert de Luynes, hérita à son tour de l'hôtel.
En 1715 le bâtiment fut considérablement agrandi, la façade qui donnait sur les jardins passa de 25 toises à 32 ; ces jardins qui s'étendaient sur 26 toises de profondeur et 45 de largeur étaient composés de bosquets, de parterres et de cabinets de verdure. En 1748 les murs qui entouraient l'escalier furent ornés de peintures à l'huile réalisées par Paolo Antonio Brunetti, elles représentaient un décor architectural peuplé de personnages, elles sont actuellement exposées au Musée Carnavalet. Une trentaine de toiles étaient exposées dans le cabinet de l'hôtel de Luynes dont de nombreuses toiles de maître comme L'Enlèvement d'Europe de Rembrandt.
En 1766 Marie-Charles-Louis d'Albert de Luynes commanda à Pierre-Louis-Moreau un nouveau décor pour son appartement du premier étage. La chambre de parade fut achevée en 1767.
Louis-Joseph-Charles-Amable d'Albert de Luynes était député de la noblesse aux États Généraux, mais se rallia à la cause du Tiers-État, ce qui lui permit de conserver ses biens, l'hôtel de Luynes étant cependant mis à la disposition du citoyen Baudin qui le transforma en crèche.  Il fut nommé sénateur par Napoléon et son épouse transforma l'hôtel de Luynes en lieu de sociabilité mondaine. Madame de Luynes accueillit dans son salon des hôtes prestigieux, tels que Talleyrand ou le comte de Choiseul-Gouffier. L'hôtel accueillit ensuite les vastes collections archéologiques d'Honoré d'Albert de Luynes.
En 1843, les peintures de Brunetti furent restaurées. Avec la percée et l'élargissement du boulevard Saint-Germain en 1866 et 1877, le monument perdit ses remises et ses écuries, son portail, les deux tiers de ses ailes latérales et la moitié de sa cour. La création du boulevard Raspail rogna sur le parc. Louise de Sabran-Pontevès, épouse du marquis Jules de Lareinty-Tholozan et propriétaire de l'hôtel depuis 1867, prit la décision de le faire démolir à partir de 1899. Deux immeubles de rapport furent construits à son emplacement, 199 boulevard Saint-Germain et 3 rue de Luynes.
À la suite de la destruction de l'hôtel, les boiseries de la chambre de parade du duc de Luynes furent remontées dans l'hôtel Lebaudy. La veuve Lebaudy légua ces décors en 1962 au musée du Louvre où ils sont actuellement exposés. La commission du Vieux-Paris réussit quant à elle à sauver l'escalier et ses peintures qui sont exposés au musée Carnavalet.

## Galerie

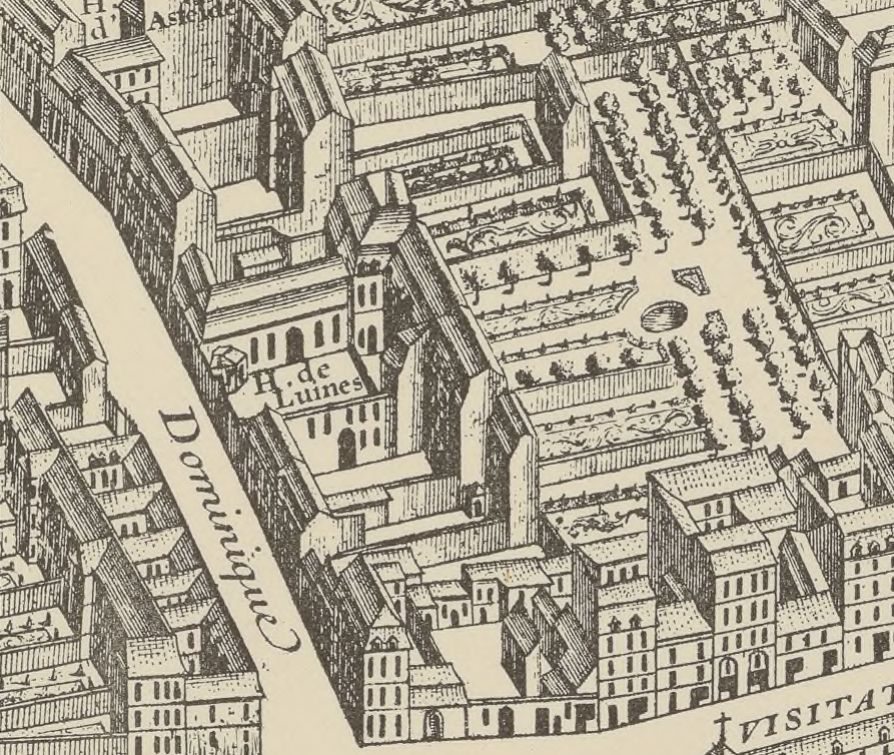
L'hôtel de Luynes sur le plan de Turgot de 1739
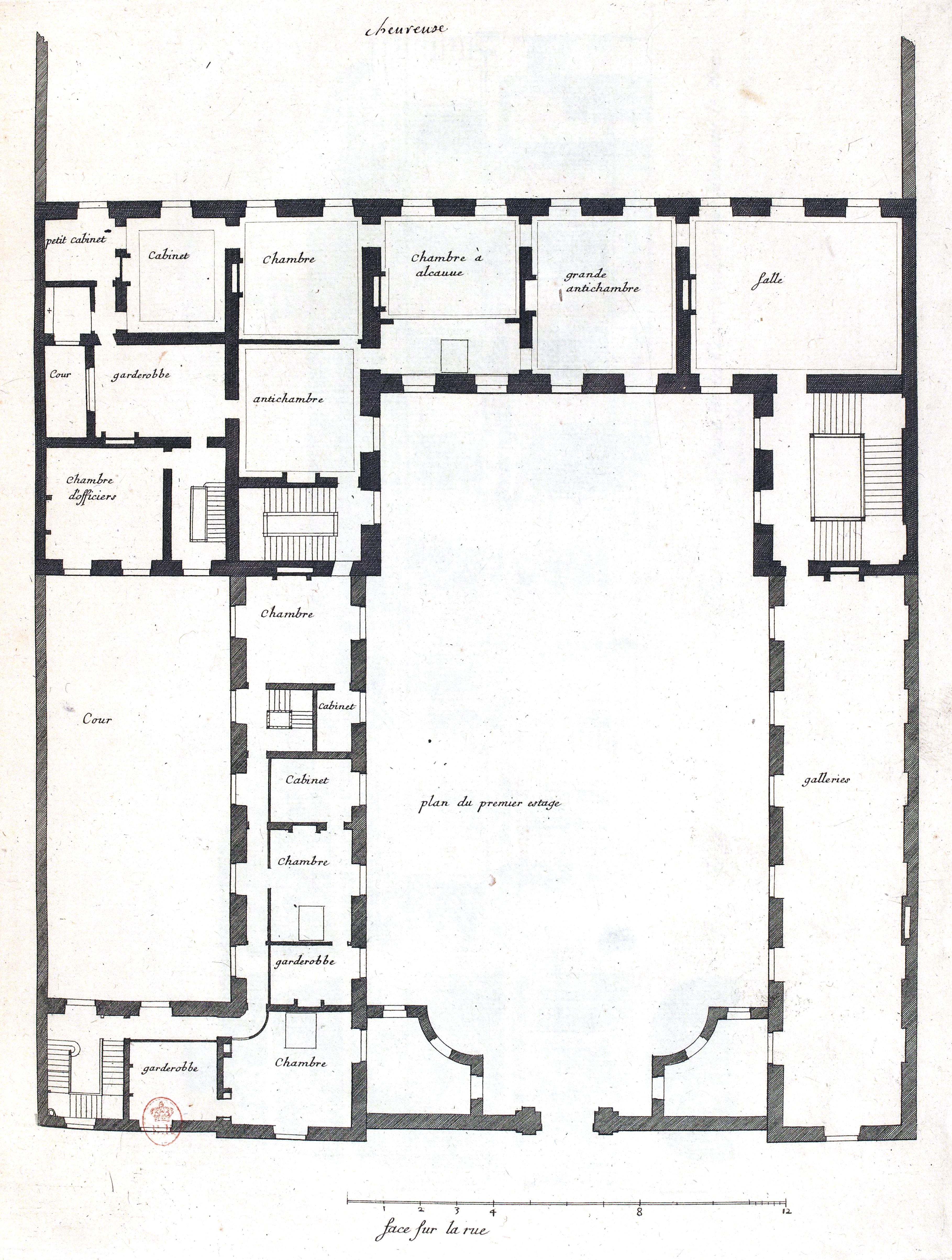
Plan du premier étage de l'Hôtel de Luynes dans l'Architecture française de Jean Marot.
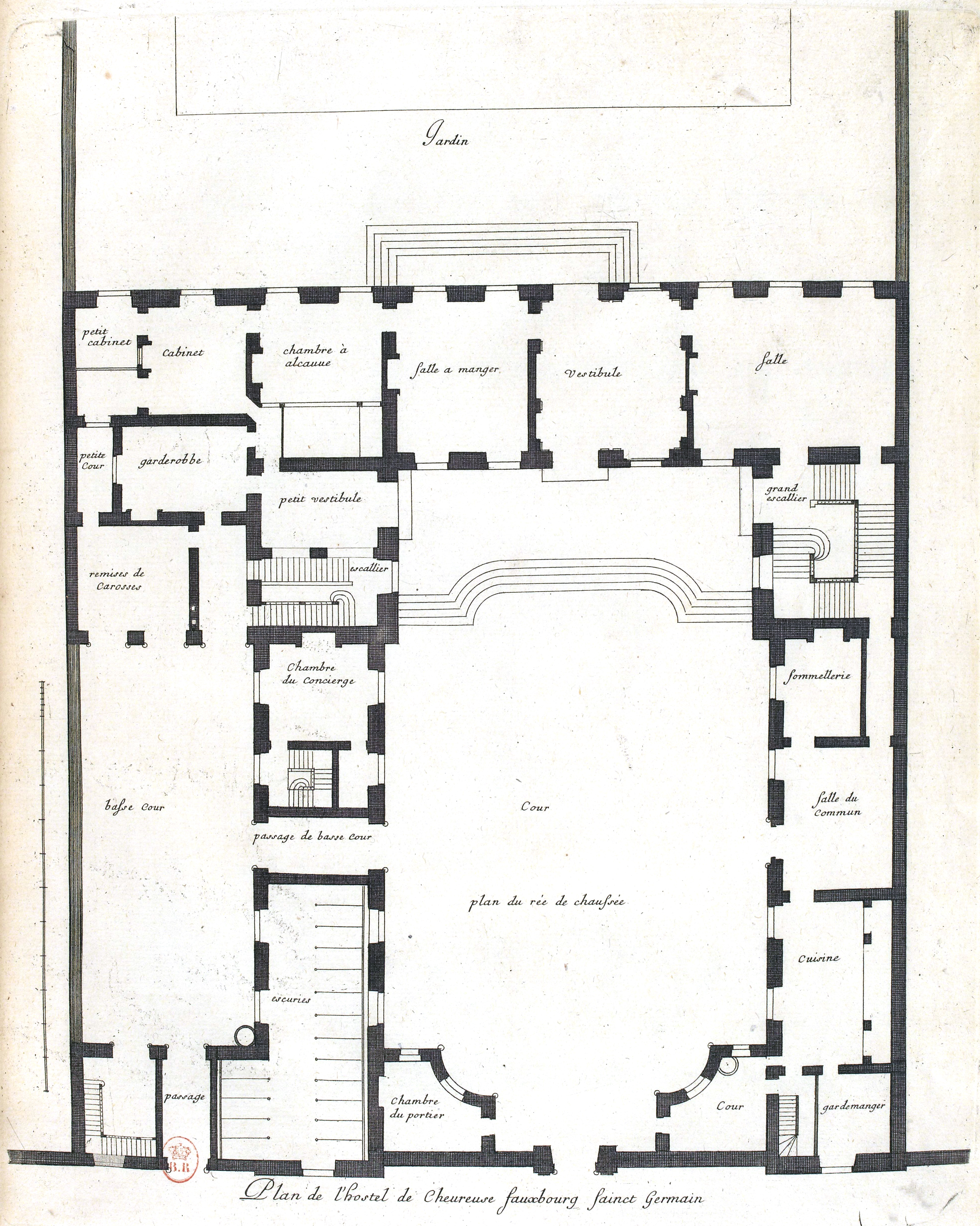
Plan du rez-de-chaussée de l'hôtel de Luynes dans l'Architecture française de Jean Marot.
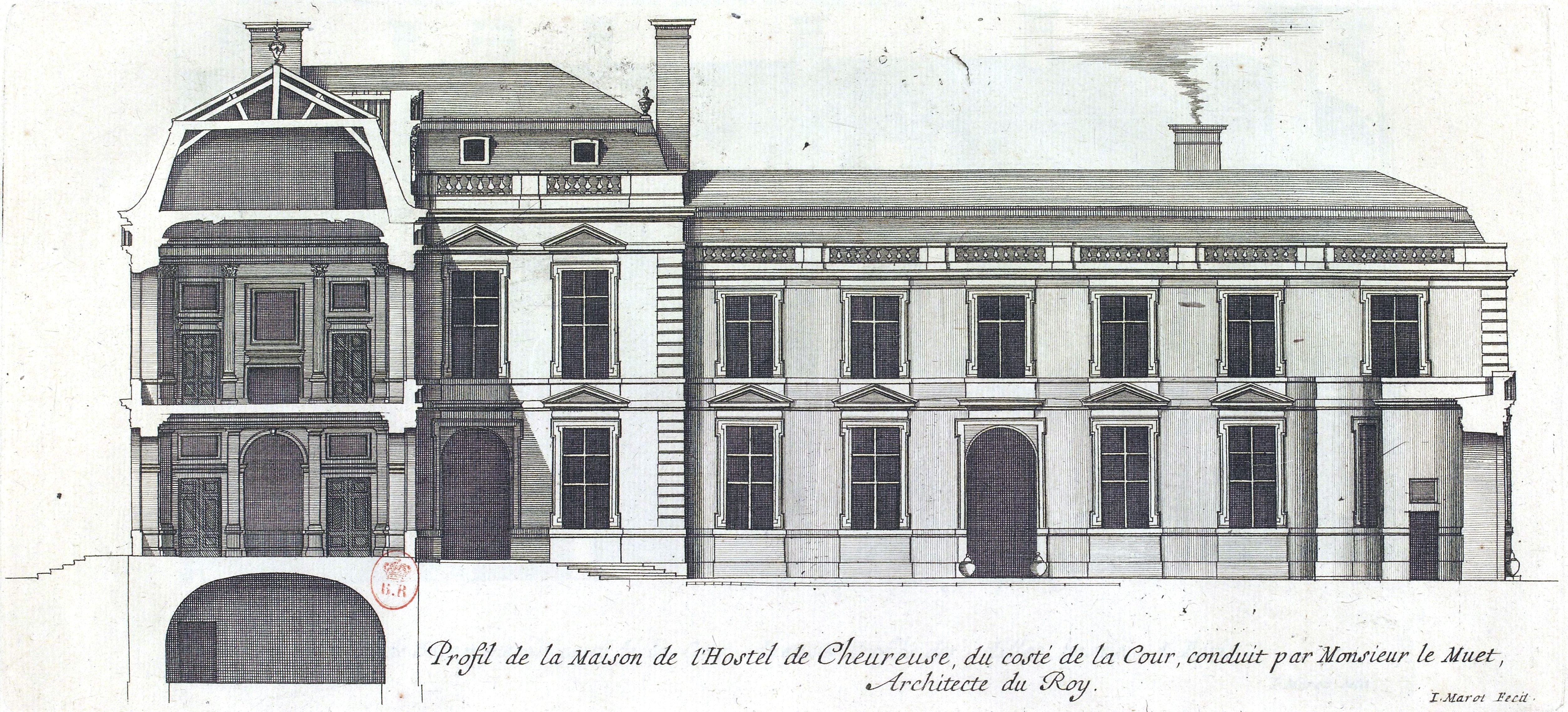
Vue de profil de l'hôtel de Luynes, du côté de la cour dans l'Architecture française de Jean Marot.
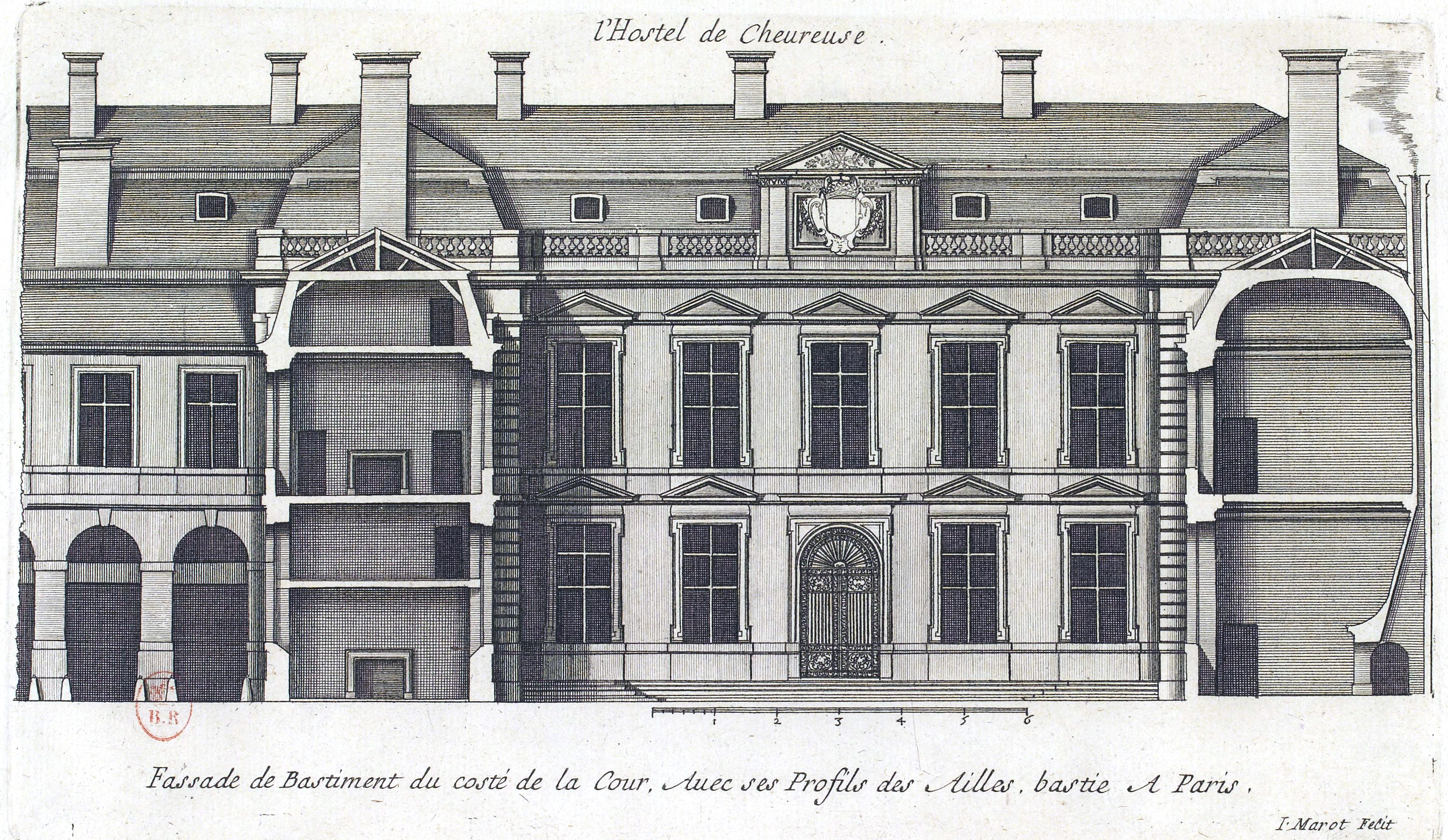
Vue de profil de l'hôtel de Luynes, du côté de la cour dans l'Architecture française de Jean Marot.
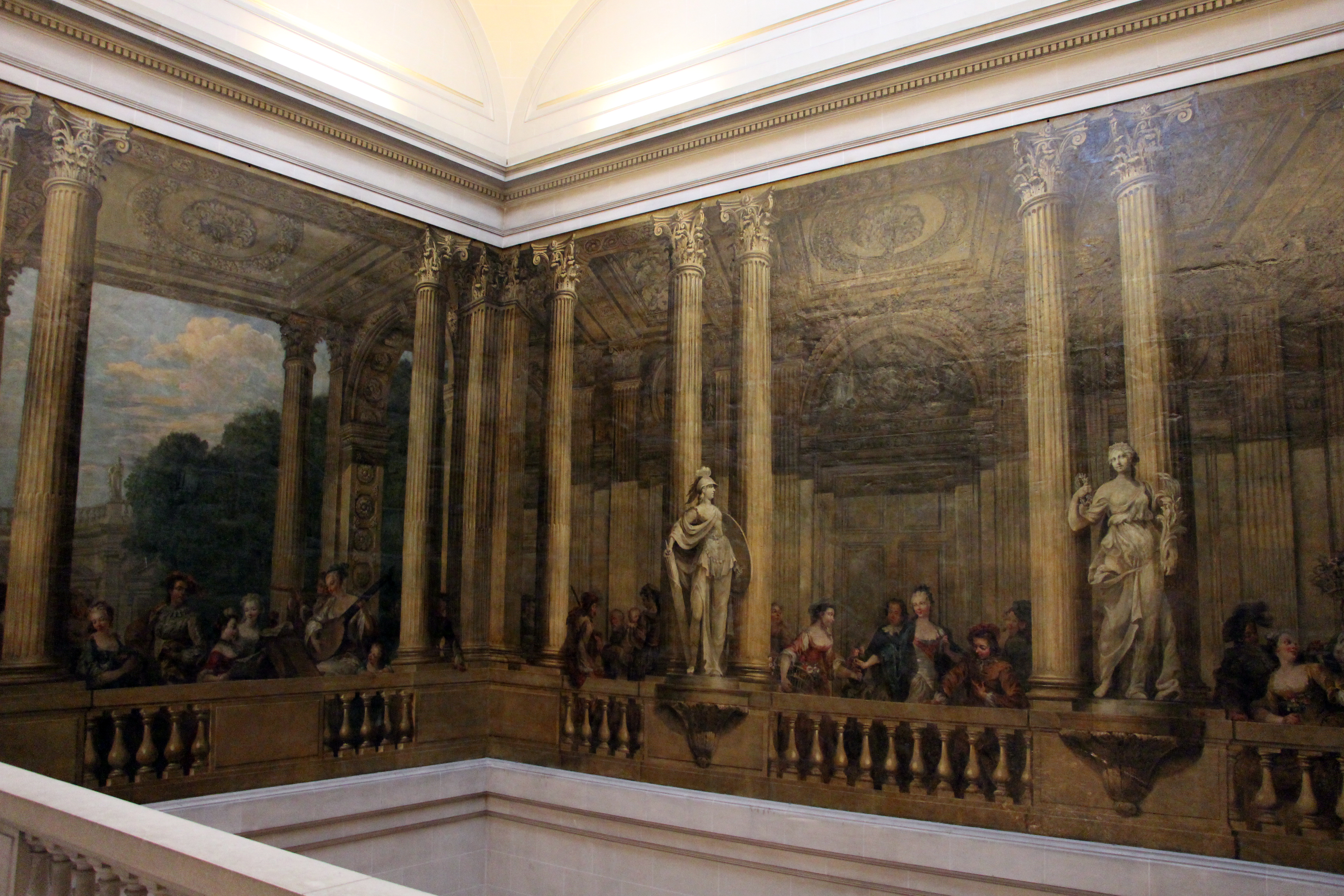
Peintures murales de l'ancien hôtel de Luynes exposées au musée Carnavalet.
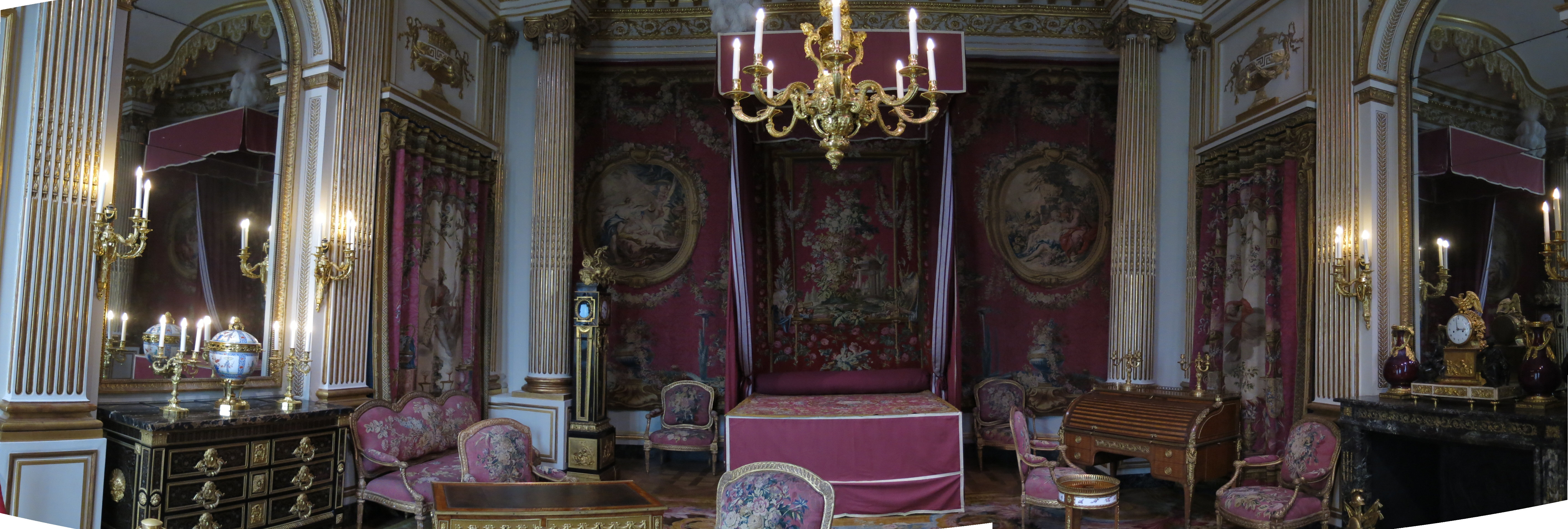
Vue panoramique de la chambre de parade de l'hôtel de Luynes, exposée au musée du Louvre.